# Gennaro Trisorio Liuzzi
Gennaro Trisorio Liuzzi (Spinazzola, 1º gennaio 1924 – 1992) è stato un politico italiano e primo presidente della Regione Puglia.

## Biografia
Già sindaco di Bari dal 1964 al 1970, è stato il primo presidente della regione Puglia in carica dal 1970 al 1975 e poi dal 1983 al 1985.